# Kalanchoe lateritia
Kalanchoe lateritia ist eine Pflanzenart der Gattung Kalanchoe in der Familie der Dickblattgewächse (Crassulaceae).

## Beschreibung

### Vegetative Merkmale
Kalanchoe lateritia ist eine ausdauernde, flaumhaarig-drüsig bedeckte Pflanze, die Wuchshöhen von 20 bis 150 Zentimeter erreicht. Die in der Regel einfachen Triebe sind aufrecht, niederliegend-aufrecht oder niederliegend. Die fleischigen Laubblätter sind fast sitzend oder gestielt. Der abgeflachte Blattstiel ist auf der Oberseite gefurcht und 0,5 bis 5 Zentimeter breit. Die kahle oder drüsig-flaumhaarige, eiförmig-längliche, verkehrt eiförmige oder halbkreisförmige, spatelige bis linealische  Blattspreite ist 3,5 bis 21 Zentimeter lang und 12,5 Zentimeter breit. Ihre Spitze ist gerundet oder stumpf, die Basis gerundet bis keilförmig und nur selten gestutzt. Der Blattrand ist doppelt gekerbt, gekerbt oder fast ganzrandig.

### Generative Merkmale
Der sehr dicht rostfarbene, flaumhaarig-drüsige Blütenstand ist eine ebensträußige Zyme mit einer Länge von 5 bis 30 Zentimetern. Die aufrechten Blüten stehen 1 bis 5 Millimeter langen Blütenstielen. Ihr grüner Kelch ist winzig rot gestreift und die Kelchröhre 0,3 bis 1,5 Millimeter lang. Die länglich eiförmig bis länglich lanzettlichen, etwa zugespitzten Kelchzipfel sind 3,5 bis 9 Millimeter lang und 1 bis 3 Millimeter breit. Die roten, rötlich orangefarbenen, lachsrosafarbenen oder blassgelben Kronblätter sind im unteren Teil gelblich grün. Die zylindrische Kronröhre ist in der unteren Hälfte aufgebläht und 8,5 bis 14 Millimeter lang. Ihre eiförmigen oder elliptischen, verschmälerten oder plötzlich mit einem lang aufgesetzte Spitzchen endenden Kronzipfel weisen eine Länge von 4,5 bis 8,5 Millimeter auf und sind 2 bis 6 Millimeter breit. Die Staubblätter sind oberhalb der Mitte der Kronröhre angeheftet und ragen nicht aus der Blüte heraus. Die eiförmigen Staubbeutel sind 0,7 bis 1 Millimeter lang. Die linealischen, stumpfen Nektarschüppchen weisen eine Länge von 1,2 bis 4 Millimeter auf und sind 0,2 bis 0,4 Millimeter breit. Das linealisch-lanzettliche Fruchtblatt weist eine Länge von 4,5 bis 10 Millimeter auf. Der Griffel ist 1 bis 2,5 Millimeter lang.
Die länglich linealischen Samen erreichen eine Länge von etwa 1 Millimeter.
Die Chromosomenzahl beträgt 2n = 34.

## Systematik und Verbreitung
Die Erstbeschreibung durch John Gilbert Baker wurde 1887 veröffentlicht. Die Art steht auf der Roten Liste der IUCN und gilt als nicht gefährdet (Least Concern).
Kalanchoe lateritia ist in Zentral- und Ostafrika im (halb-)laubabwerfenden bis immergrünen Wald- und Buschland auf sandigen bis felsigen Böden in Höhen von bis zu 2000 Metern verbreitet. Im australischen Queensland ist sie verwildert.

## Nachweise